# Droga do Avonlea
Droga do Avonlea (ang. Road to Avonlea) – kanadyjski serial familijny, oparty na motywach powieści Lucy Maud Montgomery, emitowany w latach 1990–1996.

## Powiązania
Główną inspiracją dla jego twórców były książki Historynka i Złocista droga, jednakże z upływem czasu zaczęto nawiązywać do innych utworów autorki (przede wszystkim do części składających się na cykl Ania z Zielonego Wzgórza). Na podstawie odcinków serialu powstał też cykl książkowy Sara w Avonlea, częściowo wydany i w Polsce.

## Opis
Fabuła serialu skupia się na postaciach gromadki dorastających dzieci i ich rodzin, przedstawiając ich szkolne i domowe perypetie.

## DVD
W USA wszystkie sezony zostały wydane na płytach DVD. W Polsce wybrane odcinki były dodawane do pism kolorowych, a w grudniu 2009 r., odcinek pilotażowy ukazał się na samodzielnej płycie DVD.

## Obsada
- Sarah Polley jako Sara Stanley (67 odcinków)[4]
- Jackie Burroughs jako Henrietta „Hetty” King (90)
- Mag Ruffman jako Olivia Dale (88)
- Cedric Smith jako Alec King (82)
- Lally Cadeau jako Janet King (87)
- Gema Zamprogna jako Felicity King (80)
- Zachary Bennett jako Felix King (91)
- Harmony Cramp jako Cecily King (50)
- Zachary Ansley jako Arthur Pettibone (7)
- Elva Mai Hoover jako pani Lawson (39)
- Alex Floyd jako Daniel King #1 (35)
- Ryan Floyd jako Daniel King #2 (35)
- Maja Ardal jako pani Potts (32)
- Patricia Hamilton jako Rachel Lynde (30)
- Michael Mahonen jako Gus Pike (27)
- Heather Brown jako Izzy Pettibone (24)
- Barbara Hamilton jako pani Bugle (24)
- Kay Tremblay jako stara ciotka Eliza (21)
- Marilyn Lightstone jako Muriel Stacey (21)
- Ian D. Clark jako Simon Tremayne (20)
- Roger Dunn jako Bert Potts (20)
- Luke jako kopacz (19)
- John Friesen jako Archie Gillis (18)
- R.H. Thomson jako Jasper Dale (17)
- David Fox jako Clive Pettibone (17)
- Joel Blake jako Andrew King (17)
- Kyle Labine jako Davey Keith (17)
- Lindsay Murrell jako Dora Keith (17)
- Tara Meyer jako Sally Potts (13)
- Bradley Sewell jako Montgomery Dale #1 (13)
- Brendan Sewell jako Montgomery Dale #2 (13)
- Marc Marut jako Elbert Werts (12)